# Dorfkirche Eickhorst

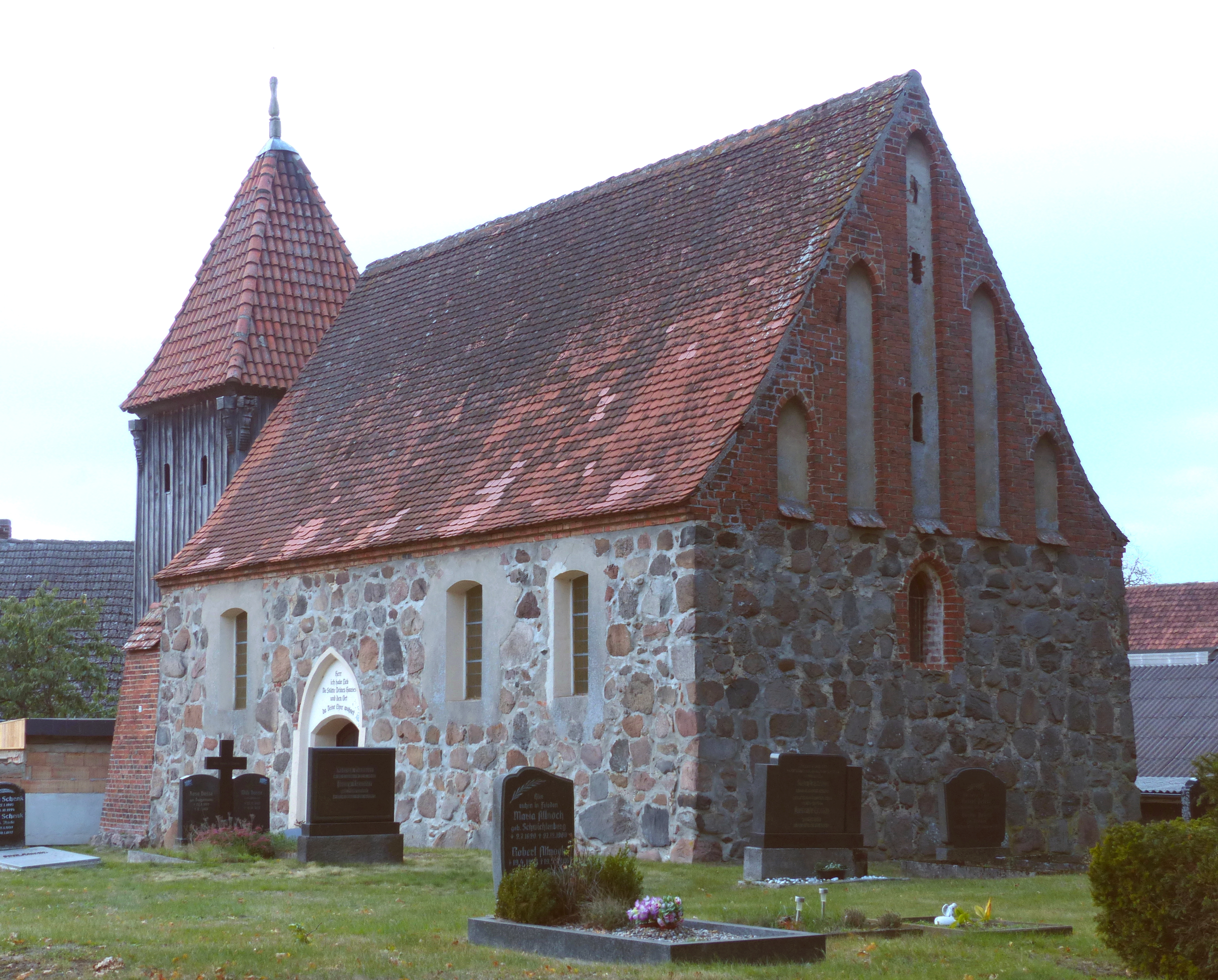
Dorfkirche Eickhorst

Die evangelische Dorfkirche Eickhorst ist eine spätgotische Saalkirche im Ortsteil Eickhorst von Dähre im Altmarkkreis Salzwedel in Sachsen-Anhalt. Sie gehört zusammen mit 6 weiteren Kirchen und 12 Dörfern zur Kirchengemeinde Dähre-Lagendorf im Kirchenkreis Salzwedel der Evangelischen Kirche in Mitteldeutschland. Das Kirchengebäude ist ein Baudenkmal.

## Geschichte und Architektur
Die Dorfkirche ist ein spätgotisches Gotteshaus mit rechteckigem Grundriss aus unregelmäßigem Feldsteinmauerwerk mit blendengeschmücktem Ostgiebel in Backstein aus dem 15. Jahrhundert. Von den ursprünglich spitzbogigen Öffnungen sind das überputzte Südportal und je ein vermauertes Fenster im Osten und im Norden erhalten. Vor der Westseite ist ein geböschter hölzerner Glockenturm mit steilem dachziegelgedecktem Zeltdach über profilierten Knaggen aufgestellt, der dendrochronologisch auf das Jahr 1515 datiert wurde. An der Südseite sind drei neuzeitliche Fenster und das spitzbogige Portal in einer Spitzbogenblende eingelassen. Über dem Portal begrüßt das Zitat „Herr, ich habe lieb die Stätte deines Hauses“. Ein steiles Pultdach, ebenfalls mit roten Dachziegeln eingedeckt, schließt das Hauptschiff ab.
Der Innenraum ist mit einer Balkendecke flach gedeckt; in der Südecke der Westwand und in der Ostecke der Südwand ist je eine etwa quadratische Nische eingelassen. Der Altarstipes stammt eventuell noch aus der Bauzeit.

## Ausstattung
Zur Kirchenausstattung gehören neben dem Altar und einer Taufe zwei Schnitzfiguren, die erst im Jahr 2020 auf dem Dachboden der Kirche aufgefunden wurden. Die Figuren stellen jeweils eine thronende Maria mit Kind dar, denen die Köpfe und die Arme teilweise fehlen oder zerstört sind. Eine Figur wird etwa in die Mitte des 14. Jahrhunderts datiert, die andere stammt vermutlich aus dem dritten Viertel des 14. Jahrhunderts. Diese beiden Marienfiguren werden als Andachtsbilder angesehen, wobei eine der beiden Figuren wohl aus einer anderen Kirche hierher gebracht wurde. Die ältere der beiden Figuren wird in der Art der Ausführung dem Lübecker Raum zugeordnet, während die jüngere als einheimische Arbeit gilt.
Das Geläut der Kirche besteht aus zwei mittelalterlichen Glocken. Die größere Glocke wiegt etwa 120 kg und ist mit drei Medaillons und zwei weiteren Figuren am Glockenhals sowie mit drei größeren Medaillons und einem schrägen Kreuz auf dem Mantel verziert; das letztere ist offenbar ein Gießerzeichen. Die kleinere Glocke wiegt ca. 40 kg; sie zeigt drei Kreuze am Hals und eine Bischofsfigur am Mantel. Die Glocken verfügen seit dem Jahr 2000 über einen elektrisch angetriebenen Läutmechanismus.